# セサル・アルソ

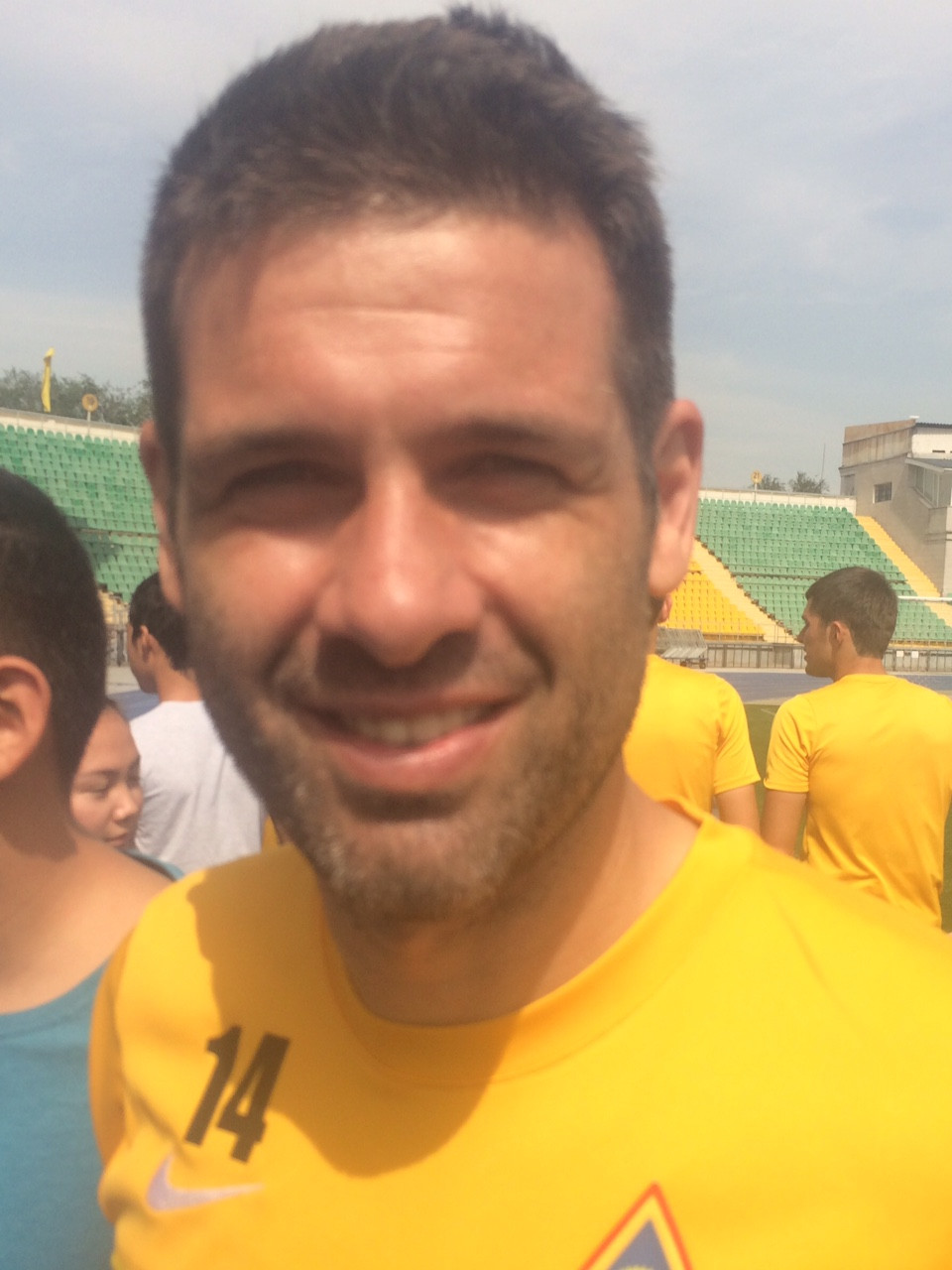
セサル・アルソ

セサル・アルソ・アンポスタ（César Arzo Amposta、1986年1月21日 - ）は、スペイン・ヴィラ＝レアル出身の元サッカー選手。ポジションはディフェンダー。

## 経歴
2002-03シーズンの終盤、17歳でリーガデビューする。2003-04シーズンから3年間は年間10試合程度しか出場できず、2006-07シーズンはレクレアティーボにレンタルされる。2007-08シーズンはビジャレアルに復帰するかと思われたが、クラブがディエゴ・ゴディンを獲得したために、レアル・ムルシアにレンタルされた。2008年夏、2年契約でレクレアティーボに完全移籍した。2009年7月、レアル・バリャドリードに移籍。
2018年10月、膝を負傷し、翌年2019年に現役を引退した。引退後は、スペインの政党であるシウダダノスに参加し、スペイン下院の議員になった。
スペインU-21代表に長く名を連ねていたアンダー世代の雄。

## 所属クラブ
- 2002-2004  ビジャレアルCF B
- 2003-2008  ビジャレアルCF

2006-2007 → レクレアティーボ・ウエルバ (loan)
2007-2008 →  レアル・ムルシア (loan)
- 2008-2009  レクレアティーボ・ウェルバ
- 2009-2010  レアル・バリャドリード
- 2011-2013  KAAヘント
- 2014  レアル・サラゴサ
- 2014-2015  ベイタル・エルサレムFC
- 2015-2016  AEKアテネFC
- 2016-2018  FCカイラト
- 2018-2019  ジムナスティック・タラゴナ